# Albizia saponaria
Albizia saponaria är en ärtväxtart som först beskrevs av João de Loureiro, och fick sitt nu gällande namn av Friedrich Anton Wilhelm Miquel. Albizia saponaria ingår i släktet Albizia och familjen ärtväxter. Utöver nominatformen finns också underarten A. s. velutina.